# Maleno Malenotti
Maleno Malenotti (Castagneto Carducci, 1913 – 1976) è stato un regista, sceneggiatore e produttore cinematografico italiano.

## Biografia
Pietro Maleno Malenotti (questo il suo nome completo) iniziò la sua carriera nel cinema prima come amministratore e direttore di produzione in alcune società cinematografiche, divenendo poi produttore nel periodo del dopoguerra. 
Tra le sue principali produzioni, sia dal punto di vista dell'impegno produttivo che del successo di pubblico, vanno ricordati: Melodie immortali (1955) sulla vita di Pietro Mascagni, Enrico Caruso, leggenda di una voce (1952) e Giuseppe Verdi (1953) tra i film musicali che hanno caratterizzato una fase della sua carriera, La donna più bella del mondo (1955), una biografia romanzata del soprano Lina Cavalieri, interpretata da Gina Lollobrigida; Ombre bianche (1960), con la regia di Nicholas Ray, ambientato fra i ghiacci del polo artico, tratto dal romanzo Paese dalle ombre lunghe di Hans Ruesch e interpretato da Anthony Quinn, nel ruolo di protagonista, affiancato dalla giapponese Yōko Tani; La grande strada azzurra il primo film di Gillo Pontecorvo.
Tra gli altri furono girati anche Madame Sans-Gêne con Sophia Loren del 1961, con la regia di Christian-Jaque e Arabella con Virna Lisi e con la regia di Mauro Bolognini.
Fu vittima di rapimento nel maggio 1976 mentre si trovava nella sua tenuta in provincia di Pisa, e - nonostante il pagamento di un riscatto - non fu mai liberato.
È il padre del regista Roberto Malenotti.

## Filmografia
- Il sole di Montecassino, regia di Giuseppe Maria Scotese (1945) - produttore
- L'ippocampo, regia di Gian Paolo Rosmino (1945) - produttore
- Follie per l'opera, regia di Mario Costa (1948) - produttore
- Al diavolo la celebrità, regia di Mario Monicelli e Steno (1951) - produttore
- Melodie immortali, regia di Giacomo Gentilomo (1952) - produttore e autore del soggetto
- Enrico Caruso, leggenda di una voce, regia di Giacomo Gentilomo (1952) - sceneggiatore
- Giuseppe Verdi, regia di Raffaello Matarazzo (1953) - autore del soggetto
- Guai ai vinti, regia di Raffaello Matarazzo (1954) - produttore
- La donna più bella del mondo, regia di Robert Z. Leonard (1955) - produttore e autore del soggetto
- La grande strada azzurra, regia di Gillo Pontecorvo (1957) - produttore
- La ragazza del Palio, regia di Luigi Zampa (1958) - produttore
- La legge, regia di Jules Dassin (1959) - produttore
- Ombre bianche, regia di Nicholas Ray (1960) - produttore
- Madame Sans-Gêne, regia di Christian-Jaque (1961) - produttore
- Le schiave esistono ancora, regia di Maleno Malenotti, Roberto Malenotti e Folco Quilici (1964)
- Frenesia dell'estate, regia di Luigi Zampa (1964) - produttore
- Arabella, regia di Mauro Bolognini (1967) - produttore